# Mallard, Iowa
Mallard là một thành phố thuộc quận Palo Alto, tiểu bang Iowa, Hoa Kỳ. Năm 2010, dân số của thành phố này là 274 người.

## Dân số
Dân số qua các năm:
- Năm 2000: 298 người.
- Năm 2010: 274 người.